# Unciaal 049
Unciaal 049 (von Soden α 2) is een van de Bijbelse handschriften. Het dateert uit de 9e eeuw, en is geschreven met hoofdletters (uncialen) op perkament.

## Beschrijving
De codex bevat teksten van de Handelingen van de Apostelen, katholieke brieven, en Brieven van Paulus met lacunes.
De gehele codex bestaat uit 149 perkamentbladen (27,5 x 18,5 cm).
De tekst is geschreven in een kolom per pagina, 30 regels per pagina, in kleine unciaal letters. De letters hebben aspiratietekens en accenten. De tekst is ingedeeld in κεφάλαια (hoofdstukken) waarvan de nummers in de kantlijn staan, met hun τίτλοι (titels) bovenaan de bladzijden. Het manuscript bevat ook voorwoorden en inhoudstafels van de κεφάλαια voor elk boek, en onderschriften op het einde van elk boek.

## Tekst
De Codex geeft de Byzantijnse tekst-type weer. Kurt Aland plaatste de codex in Categorie V.

## Geschiedenis
Het handschrift bevindt zich in de Groot Lavra (A' 88) in Athos.